# Nasuhzade Ali Pacha
Nasuhzade Ali Pacha (en turc : Nasuhzade Ali Paşa), plus communément appelé Kara Ali Pacha (en grec moderne : Καρά Αλή Πασάς), était un grand amiral ottoman au début de la guerre d'indépendance grecque.

## Biographie
Il est issu d'une famille albanaise de Scutari. En 1821, en tant que commandant en second de la marine ottomane, il réussit à ravitailler les forteresses ottomanes isolées du Péloponnèse. Promu capitan pacha (commandant en chef de la marine), il dirige la répression de la révolte à Chios, et le massacre de Chios, qui s'ensuit en avril 1822.
Il est tué dans la nuit du 18 au 19 juin 1822, lorsqu'un brûlot commandé par Konstantínos Kanáris fait exploser son vaisseau amiral, le navire de ligne de 84 canons Mansur al-liwa, dans le port de Chios,.
Dans le roman de Jules Verne L'Archipel en feu où il est cité dès le chapitre III, le personnage de Nikolas Starkos bombarde avec lui la ville de Chios.